# Palacio de La Moneda
El Palacio de La Moneda er det chilenske præsidentpalads beliggende i hovedstaden Santiago. Paladset var designet af den italienske arkitekt Joaquín Toesca og blev åbnet i 1805. La Moneda var oprindeligt administration for den spanske kolonis skatteopkrævning.

## Historie
I 1845 bliver paladset omdannet til Chiles præsidentpalads og nogle år senere grundlægges også den berømte plads "La Plaza de la Constitución" (Forfatningspladsen) foran La Moneda.
La Moneda ødelægges delvist af luftværnets bomber under militærkuppet i 1973, hvor præsident Salvador Allende sammen med præsidentgarden forsøger at nedkæmpe kuppet. Militæret havde ellers forsøgt at lægge en strategi, hvor Allende skulle myrdes uden skader på paladset. 
I 1981 rekonstruerer militærjuntaen La Moneda, men eftelader nogle skudhuller i paladsets facade som historisk bevis på militærkuppet. Endvidere byggede militæret en bunker under La Moneda. 
Under Præsident Ricardo Lagos beslutter den chilenske regering at åbne La Moneda for offentlighedern. Lagos vælger tilmed at åbne Morandé 80, som er en sidedør som chilenske præsidenter brugte indtil kuppet i 1973.
Den 11. september 2003, ved 30-årsdagen for militærkuppet, opføres en statue af Salvador Allende foran hovedindgangen til La Moneda.
33°26′35″S 70°39′14″V / 33.443018°S 70.65387°V